# گها
گها، روستایی از توابع دهستان کوچینگ بخش هیچان شهرستان نیک‌شهر در استان سیستان و بلوچستان ایران است.

## جمعیت
این روستا در دهستان کوچینگ قرار دارد و براساس سرشماری مرکز آمار ایران در سال ۱۳۸۵، جمعیت آن ۷۸ نفر (۲۴خانوار) بوده‌است.